# Башкирская кухня
Башкирская кухня (баш. башҡорт аш-һыуы) — традиционная кухня башкир. 
Образ жизни башкирского народа способствовал формированию самобытной культуры, традиций и кухни башкирского народа.

## Традиционные блюда и продукты

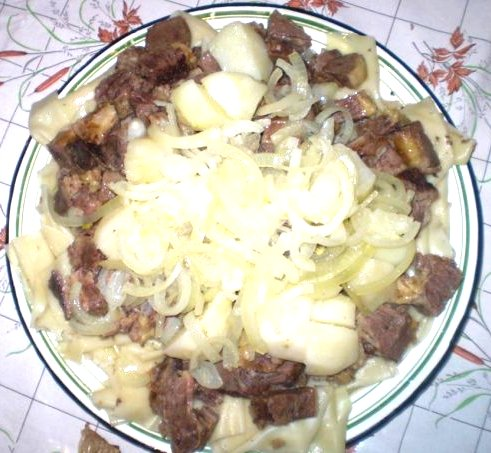
Бишбармак с картофелем

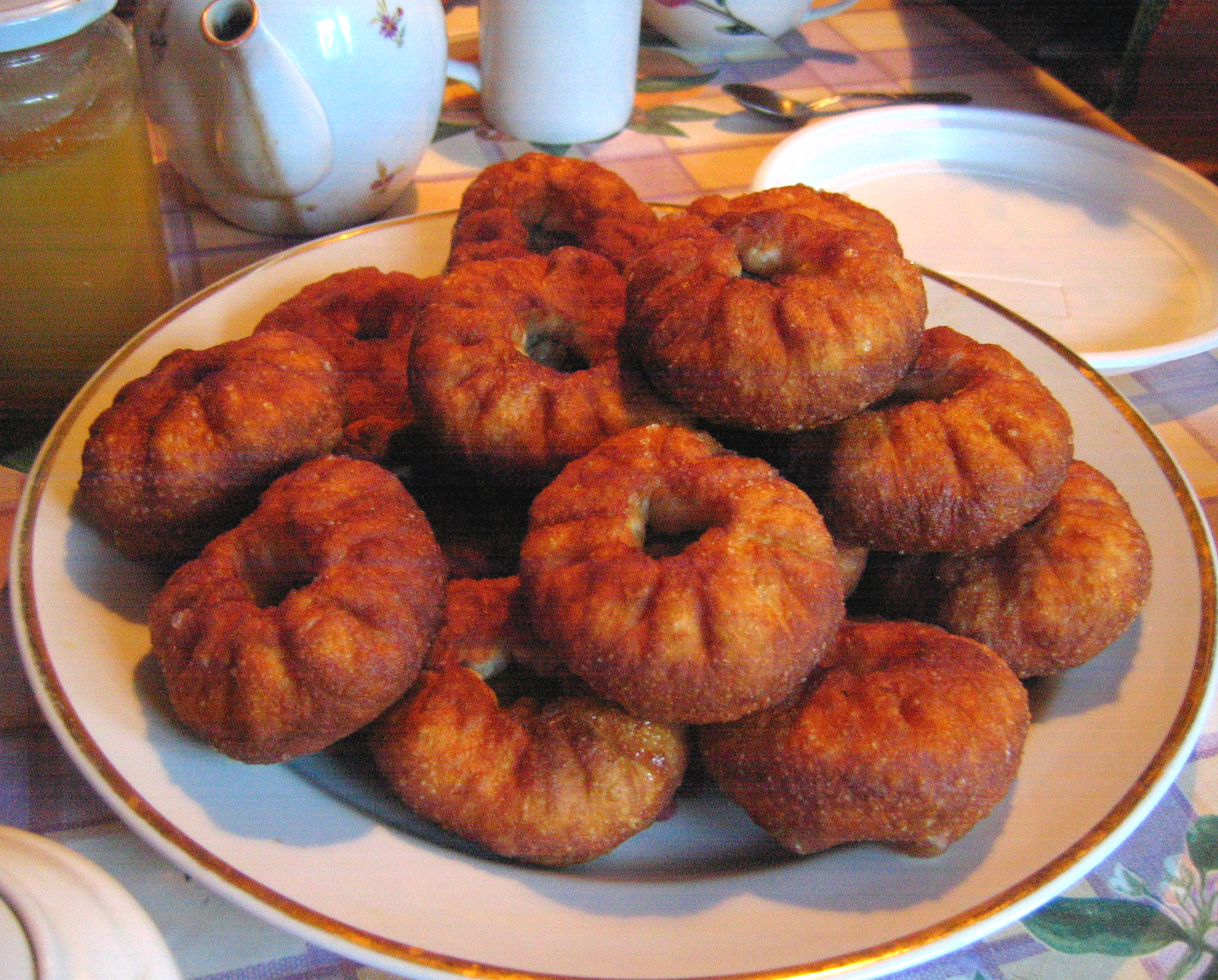
Перемяч

Башкирские блюда отличаются малым количеством классических пряностей: используются только чёрный и красный перец. Другая особенность башкирских блюд — обилие мяса во всех горячих блюдах и закусках. Любовь башкир к конской колбасе «казы» и конскому салу заслуживает отдельного внимания: башкиры любят есть конину с толстыми кусками сала, запивая его бульоном с кислым коротом (кисломолочный продукт), нейтрализующим последствия такого количества жира.
Кочевой образ жизни привёл к формированию широкого ряда продуктов длительного хранения. Основную массу башкирских национальных блюд составляют отварная, сушёная и вяленая конина, баранина, молочные продукты, сушёные ягоды, сушёные злаки, мёд. Примерами являются такие блюда как казы (конская колбаса), какланган ит (вяленое мясо), пастила, кумыс, сейәле hары май (вишня в топлёном масле), муйыл майы (черемуховое масло), ҡорот (сухой курт), эремсек и айран — все эти блюда относительно долго сохраняются даже при летней жаре и их удобно брать с собой в дорогу. Считается, что кумыс готовился именно в дороге — сосуд с кобыльим молоком привязывался к седлу и болтался в течение дня.

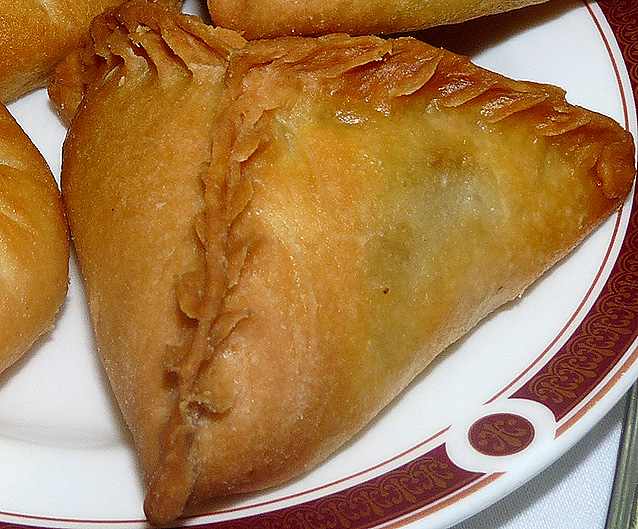
Эчпочмак

Традиционное башкирское блюдо бишбармак готовится из отварного мяса и салмы (разновидности крупно нарезанной лапши), обильно посыпается зеленью с луком и сдабривается курутом. Это другая заметная особенность башкирской кухни: к блюдам часто подаются молочные продукты — редкое застолье обходится без курута или сметаны. Большинство башкирских блюд отличаются простотой приготовления и питательностью.
Такие блюда как айран, буза, казы, катлама, кумыс, манты, уря, умас-ашы и многие другие считаются национальными блюдами многих народов от Уральских гор до Дальнего Востока.

### Башкирский мёд
Башкирский мёд известен вкусовыми качествами и является для башкир предметом гордости. Без настоящего башкирского мёда не обходится ни одно чаепитие, бутерброд со свежей деревенской сметаной — один из примеров башкирской национальной кухни. Для башкир делом чести является обладание настоящим башкирским медом (бурзянская пчела), произведенным родственниками-пчеловодами.

### Кумыс
Кумыс является национальным напитком башкир. Умение делать вкусный кумыс издавна ценилось и передавалось от поколения к поколению. Для кумыса предпочитаются специальные породы лошадей.
Кумыс употребляется в свежем виде, иначе он быстро киснет и теряет свои лечебные качества. В нём содержится небольшое количество алкоголя.

### Современные башкирские блюда

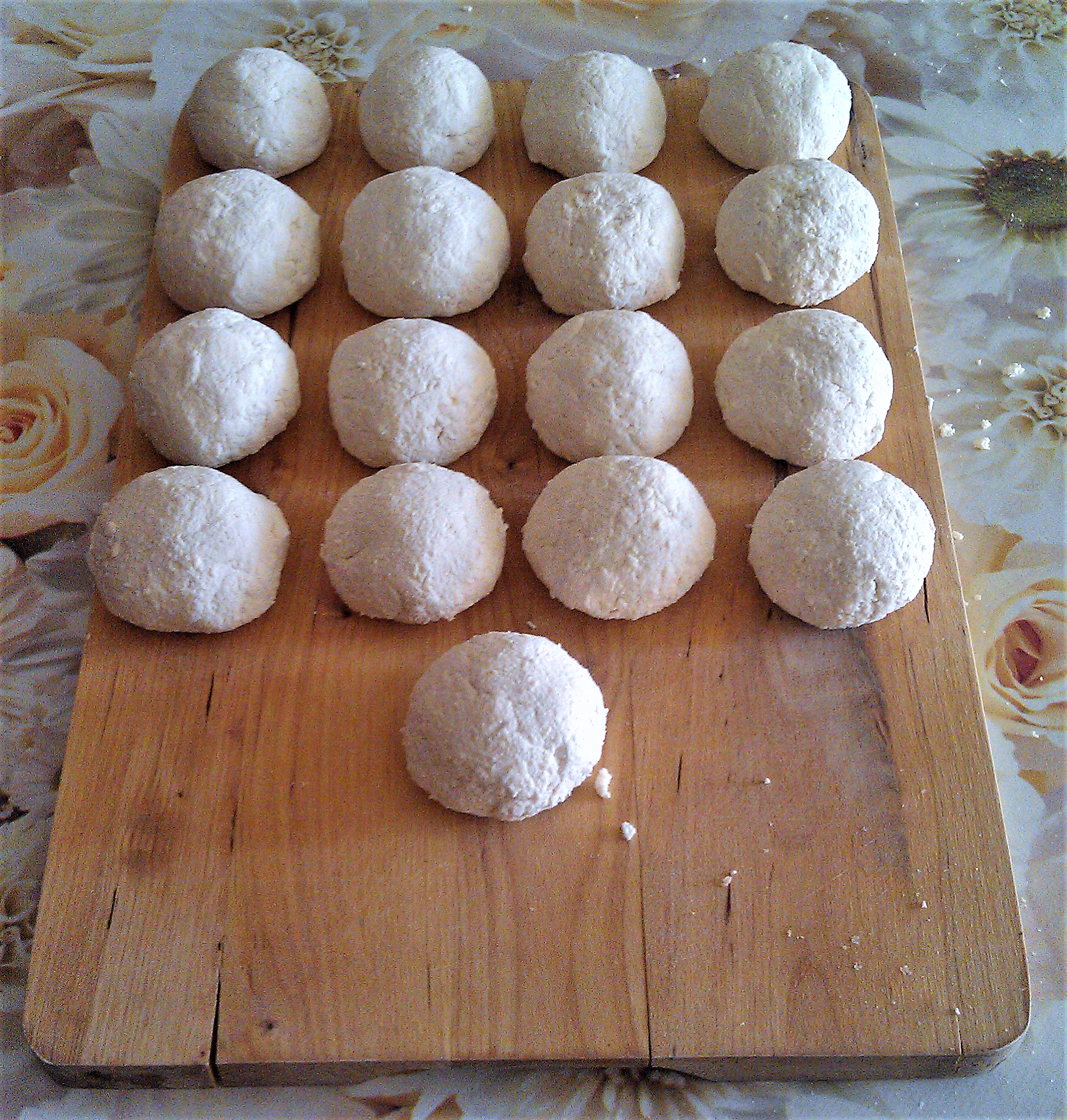
Корот

Современные башкирские блюда сохранили всю самобытность традиционной башкирской кухни и дополнили её, разнообразив ассортимент продуктов и сервировку. Несмотря на изобилие и роскошь современных блюд, традиционные блюда занимают особое место в башкирской кухне и на праздничном столе. Ни один праздничный стол башкир не обходится без бишбармака, казы, хурпы, буккена или чак-чака.

## Башкирское чаепитие

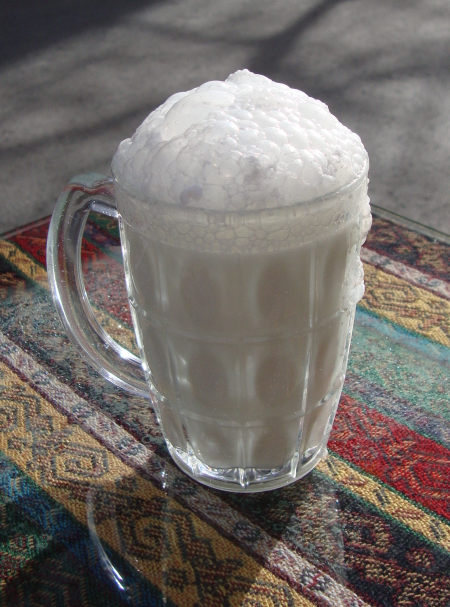
Айран

У башкир есть популярное выражение — «попить чаю». За этим выражением кроется приглашение на башкирское чаепитие с пирогами, йыуаса, варёным мясом, колбасой, ватрушками, сметаной, вареньем, мёдом и всем чем располагает хозяйка дома. «Попить чаю» у башкир означает «слегка перекусить» — вполне очевидно, что такой «чай» способен заменить завтрак или обед по своей сытности. И если кто-то в Башкортостане сетует, что с утра пил только один чай, то он мог и как следует поесть.
Башкиры всегда пьют чай с молоком: у гостей даже и не спрашивают, добавлять ли им молоко в чай. Традиция добавления молока в чай настолько стара, что в некоторых регионах является предметом для споров вопрос, когда следует добавлять молоко в чашку: перед налитием чая или после.

## Праздничный стол

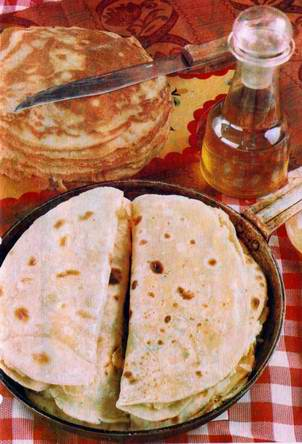
Кыстыбый

По праздникам башкиры готовят особенные блюда: бишбармак, чак-чак или баурсак, бэлиш, губадия и др. Чак-чак является обязательным украшением любого праздничного стола. На праздничном застолье принято каждому гостю предложить улюш — долю дичи (барана, гуся, и др.)
У башкир есть множество праздничных блюд, приготовляемых по особым случаям: кейеу-билмэне — особые мелкие пельмени, которые готовят к свадьбе в честь жениха, килен-тукмасы — особая лапша, которую готовит невеста, чтобы показать свою способность: такая лапша должна быть особенно тонкой и рассыпчатой. Чак-чак, приготовленный невестой, является обязательной частью свадебного ритуала — невеста мытыми руками кладет кусочек чак-чака в рот всем гостям после бракосочетания. Каз-умахы — это особый повод для праздничного застолья, когда хозяйка приглашает соседок для помощи в ощипывании гусей по осени; вечером по окончании работы хозяйка угощает всех свежей гусятиной.

## Запреты в еде
Бытовавшие запреты в еде были связаны с религиозными традициями (Пищевые запреты в исламе). К запрещённым в употребление продуктам относились мясо свиней, хищных животных и птиц (мясо сокола или коршуна), мясо змей и лягушек. Также нельзя было употреблять мясо лебедей и журавлей.
Нельзя было употреблять в пищу: щитовидные железы, спинной мозг, селезёнку. Из рыбы — нежелательно употреблять рыбу тех видов, у которых нет чешуи.

## Застольный этикет
К традиционным правилам застольного этикета башкир относятся следующие:
- Подавать еду сразу по приходе гостя
- На столе должно быть нечетное количество лепешек, но не меньшее, чем количество гостей.
- Первым прикасается к еде хозяин.
- Первым обслуживается старший по возрасту гость.
- Хозяин перестает есть, как только перестает есть гость.
- Если еды мало, а гость голоден, то хозяин для максимального насыщения гостя должен есть как можно меньше
- Еду и питье брать только правой рукой.
- Свежеиспечённый хлеб ножом не резать, от целой лепешки не откусывать.
- Из общего блюда следует брать еду похуже, оставляя лучшее другим.
- Во время еды соблюдать с хозяином мир и казаться бодрым и веселым.
- По окончании еды следует помолиться о благополучии хозяина[2].